# Choaspes
Choaspes is een geslacht van vlinders van de familie van de dikkopjes (Hesperiidae), uit de onderfamilie van de Coeliadinae. De wetenschappelijke naam en de beschrijving van dit geslacht werden voor het eerst in 1881gepubliceerd door Frederic Moore. De soorten in dit geslacht komen in Zuidoost-Azië voor.

## Soorten
- C. benjaminii (Guérin-Meneville, 1843)
- C. estrella de Jong, 1980
- C. furcatus Evans, 1932
- C. hemixanthus Rothschild, 1903
- C. iluensis (Ribbe, 1900)
- C. plateni (Staudinger, 1883)
- C. subcaudata (Felder & Felder, 1867)
- C. xanthopogon (Kollar, 1844)